# Toshiba Classic 1996
Toshiba Classic 1996 — жіночий тенісний турнір, що проходив на відкритих кортах з твердим покриттям La Costa Resort and Spa у Сан-Дієго (США). Належав до турнірів 2-ї категорії в рамках Туру WTA 1996. Тривав з 19 до 25 серпня 1996 року. Четверта сіяна Кіміко Дате здобула титул в одиночному розряді.

## Фінальна частина

### Одиночний розряд
Кіміко Дате —  Аранча Санчес Вікаріо 3–6, 6–3, 6–0
- Для Дате це був 3-й титул за сезон і 8-й — за кар'єру.

### Парний розряд
Джиджі Фернандес /  Кончіта Мартінес —  Лариса Савченко /  Аранча Санчес Вікаріо 4–6, 6–3, 6–4
- Для Фернандес це бувs 3-й титул за сезон і 66-й — за кар'єру. Для Мартінес це був 2-й титул за сезон і 32-й - за кар'єру.